# Kosmos 8
Kosmos 8 – radziecki satelita technologiczny i naukowy typu DS-K-8, jedyny przedstawiciel tej serii stanowiącej część dużego programu Dniepropetrowsk Sputnik (DS) produkowanej przez ukraińskie zakłady KB Jużnoje; wysłany w celu badania mikrometeoroidów w otoczeniu Ziemi.